# William R. King
William R. King (Sampson megye, 1786. április 7. – Selma, 1853. április 18.) az Amerikai Egyesült Államok szenátora (Alabama, 1819–1844 és 1848–1852).